# Dimitar Berbatov
Dimitar Ivanov Berbatov (tiếng Bulgaria: Димитър Иванов Бербатов, IPA: diˈmitər bɛrˈbatɔf) sinh ngày 30 tháng 1 năm 1981 tại Blagoevgrad là một cựu cầu thủ bóng đá người Bulgaria chơi ở vị trí tiền đạo và người ghi nhiều bàn thắng nhất của đội tuyển bóng đá quốc gia Bulgaria. Anh đã sáu lần giành được danh hiệu Cầu thủ Bulgaria xuất sắc nhất năm và vượt qua cả huyền thoại Hristo Stoichkov.
Sinh ra tại Blagoevgrad, Berbatov bắt đầu sự nghiệp bóng đá của mình với câu lạc bộ địa phương Pirin Blagoevgrad, sau đó đã gia nhập CSKA Sofia khi 17 tuổi vào năm 1998. Tháng 1 năm 2001, Berbatov ký hợp đồng với Bayer Leverkusen, và 18 tháng sau, anh được thi đấu trận chung kết UEFA Champions League đầu tiên khi vào sân thay thế cho Thomas Brdarić trong trận đấu với Real Madrid. Sau 5 năm rưỡi thi đấu tại Leverkusen, anh chuyển sang Tottenham Hotspur vào giữa năm 2006. Sau đó anh được Manchester United chiêu mộ đưa về vào năm 2009 và lần thứ hai được bước vào trận chung kết UEFA Champions League 2009 nhưng đã không được đăng ký thi đấu, Manchester United sau đó thất bại lần thứ hai trước Barcelona. Cuối mùa giải, Berbatov rới MU do bất mãn với huấn luyện viên trưởng và các quan chức đội bóng khi đó. Họ muốn anh hy sinh, chơi như một tiền vệ cánh trái. Nhưng điều này không phù hợp với phong cách và thể trạng của anh nên Berbatov không đồng ý. Sau đó, họ quyết định bán anh sang Fulham với giá rẻ.
Ngày 19 tháng 9 năm 2019, Dimitar Berbatov chính thức giã từ sự nghiệp thi đấu quốc tế sau 28 năm thi đấu chuyên nghiệp.

## Tiểu sử
Cha của Berbatov, Ivan, là một cầu thủ bóng đá chuyên nghiệp của câu lạc bộ địa phương Pirin Blagoevgrad. Mẹ anh, Margarita, là một cầu thủ bóng ném chuyên nghiệp. Khi còn niên thiếu, Berbatov thích câu lạc bộ A.C. Milan và thần tượng Marco van Basten, đến khi Euro 1996 diễn ra tại Anh, cậu trai 15 tuổi có thần tượng mới là Alan Shearer, cựu cầu thủ của Newcastle United. Mẹ anh sau có tiết lộ rằng Dimitar mơ được một ngày khoác áo Newcastle. Berbatov học tiếng Anh bằng cách xem phim "Bố già". Ngoài bóng đá, sở thích của anh là vẽ và bóng rổ.
Berbatov tài trợ cho một số tổ chức từ thiện trẻ em ở Bulgaria, hỗ trợ hoạt động cho năm nhà trẻ. Anh còn có kế hoạch mở một học viện bóng đá tại quê nhà.

## Thống kê sự nghiệp

### Câu lạc bộ
Tính đến ngày 5 tháng 3 năm 2018
| Câu lạc bộ          | Mùa giải            | Vô địch quốc gia | Vô địch quốc gia | Cúp quốc gia | Cúp quốc gia | Cúp liên đoàn | Cúp liên đoàn | Cúp châu lục | Cúp châu lục | Khác1   | Khác1  | Tổng cộng | Tổng cộng |
| Câu lạc bộ          | Mùa giải            | Số trận          | Số bàn           | Số trận      | Số bàn       | Số trận       | Số bàn        | Số trận      | Số bàn       | Số trận | Số bàn | Số trận   | Số bàn    |
| ------------------- | ------------------- | ---------------- | ---------------- | ------------ | ------------ | ------------- | ------------- | ------------ | ------------ | ------- | ------ | --------- | --------- |
| CSKA Sofia          | 1998–99             | 11               | 3                | 5            | 3            | —             | —             | 0            | 0            | —       | —      | 16        | 6         |
| CSKA Sofia          | 1999–2000           | 27               | 14               | 4            | 2            | —             | —             | 3            | 0            | —       | —      | 34        | 16        |
| CSKA Sofia          | 2000–01             | 12               | 9                | 0            | 0            | —             | —             | 4            | 7            | —       | —      | 15        | 16        |
| CSKA Sofia          | Tổng cộng           | 50               | 26               | 9            | 5            | —             | —             | 7            | 7            | —       | —      | 65        | 38        |
| Bayer Leverkusen II | 2000–01             | 7                | 6                | —            | —            | —             | —             | —            | —            | —       | —      | 7         | 6         |
| Bayer Leverkusen II | Tổng cộng           | 7                | 6                | —            | —            | —             | —             | —            | —            | —       | —      | 7         | 6         |
| Bayer Leverkusen    | 2000–01             | 6                | 0                | 0            | 0            | 0             | 0             | 0            | 0            | —       | —      | 6         | 0         |
| Bayer Leverkusen    | 2001–02             | 24               | 8                | 6            | 6            | 0             | 0             | 11           | 2            | —       | —      | 41        | 16        |
| Bayer Leverkusen    | 2002–03             | 24               | 4                | 2            | 0            | 1             | 0             | 7            | 2            | —       | —      | 34        | 6         |
| Bayer Leverkusen    | 2003–04             | 33               | 16               | 3            | 3            | 0             | 0             | —            | —            | —       | —      | 36        | 19        |
| Bayer Leverkusen    | 2004–05             | 33               | 20               | 1            | 1            | 2             | 0             | 10           | 5            | —       | —      | 46        | 26        |
| Bayer Leverkusen    | 2005–06             | 34               | 21               | 2            | 3            | 0             | 0             | 2            | 0            | —       | —      | 38        | 24        |
| Bayer Leverkusen    | Tổng cộng           | 154              | 69               | 14           | 13           | 3             | 0             | 30           | 9            | —       | —      | 201       | 91        |
| Tottenham Hotspur   | 2006–07             | 33               | 12               | 5            | 3            | 3             | 1             | 8            | 7            | —       | —      | 49        | 23        |
| Tottenham Hotspur   | 2007–08             | 36               | 15               | 2            | 2            | 6             | 1             | 8            | 5            | —       | —      | 52        | 23        |
| Tottenham Hotspur   | 2008–09             | 1                | 0                | 0            | 0            | 0             | 0             | 0            | 0            | —       | —      | 1         | 0         |
| Tottenham Hotspur   | Tổng cộng           | 70               | 27               | 7            | 5            | 9             | 2             | 16           | 12           | —       | —      | 102       | 46        |
| Manchester United   | 2008–09             | 31               | 9                | 3            | 1            | 0             | 0             | 9            | 4            | 0       | 0      | 43        | 14        |
| Manchester United   | 2009–10             | 33               | 12               | 1            | 0            | 2             | 0             | 6            | 0            | 1       | 0      | 43        | 12        |
| Manchester United   | 2010–11             | 32               | 20               | 2            | 0            | 0             | 0             | 7            | 0            | 1       | 1      | 42        | 21        |
| Manchester United   | 2011–12             | 12               | 7                | 1            | 0            | 3             | 1             | 4            | 1            | 1       | 0      | 21        | 9         |
| Manchester United   | Tổng cộng           | 108              | 48               | 7            | 1            | 5             | 1             | 26           | 5            | 3       | 1      | 149       | 56        |
| Fulham              | 2012–13             | 33               | 15               | 2            | 0            | 0             | 0             | —            | —            | —       | —      | 35        | 15        |
| Fulham              | 2013–14             | 18               | 4                | 0            | 0            | 1             | 1             | —            | —            | —       | —      | 19        | 5         |
| Fulham              | Tổng cộng           | 51               | 19               | 2            | 0            | 1             | 1             | —            | —            | —       | —      | 54        | 20        |
| AS Monaco           | 2013–14             | 12               | 6                | 3            | 3            | 0             | 0             | —            | —            | —       | —      | 15        | 9         |
| AS Monaco           | 2014–15             | 26               | 7                | 1            | 0            | 2             | 1             | 9            | 1            | —       | —      | 38        | 9         |
| AS Monaco           | Tổng cộng           | 38               | 13               | 4            | 3            | 2             | 1             | 9            | 1            | —       | —      | 53        | 18        |
| PAOK                | 2015–16             | 17               | 4                | 3            | 1            | —             | —             | 5            | 0            | —       | —      | 25        | 5         |
| PAOK                | Tổng cộng           | 17               | 4                | 3            | 1            | —             | —             | 5            | 0            | —       | —      | 25        | 5         |
| Kerala Blasters     | 2017–18             | 9                | 1                | —            | —            | —             | —             | —            | —            | —       | —      | 9         | 1         |
| Tổng cộng sự nghiệp | Tổng cộng sự nghiệp | 504              | 212              | 46           | 28           | 19            | 5             | 93           | 34           | 3       | 1      | 665       | 281       |

1Bao gồm Siêu cúp Anh, Siêu cúp châu Âu, Cúp liên lục địa, Giải vô địch thế giới các câu lạc bộ

### Quốc tế
| Đội tuyển quốc gia | Năm       | Số trận | Số bàn |
| ------------------ | --------- | ------- | ------ |
| Bulgaria           | 1999      | 1       | 0      |
| Bulgaria           | 2000      | 3       | 2      |
| Bulgaria           | 2001      | 8       | 4      |
| Bulgaria           | 2002      | 5       | 2      |
| Bulgaria           | 2003      | 8       | 7      |
| Bulgaria           | 2004      | 12      | 9      |
| Bulgaria           | 2005      | 10      | 7      |
| Bulgaria           | 2006      | 6       | 0      |
| Bulgaria           | 2007      | 9       | 8      |
| Bulgaria           | 2008      | 7       | 2      |
| Bulgaria           | 2009      | 8       | 7      |
| Bulgaria           | 2010      | 1       | 0      |
| Tổng cộng          | Tổng cộng | 78      | 48     |

## Danh hiệu
CSKA Sofia
- Bulgarian Cup: 1998–99[18]

Bayer Leverkusen
- Á quân DFB-Pokal: 2001–02[19]
- Á quân UEFA Champions League: 2001–02[20]

Tottenham Hotspur
- Football League Cup: 2007–08[21]

Manchester United
- Premier League: 2008–09, 2010–11[22]
- Football League Cup: 2009–10[23]
- FA Community Shield: 2010,[24] 2011[25]
- FIFA Club World Cup: 2008[26][27]